# RNA-Seq
RNA-seq (seqüenciació d'RNA), també anomenat Seqüenciació del Transcriptoma Sencer per Clonatge a l'atzar (de l'anglés Whole Transcriptome Shotgun Sequencing), utilitza la seqüenciació massiva (NGS) per revelar la presència i quantitat d'RNA en una mostra biològica a un moment donat.
Així, l'RNA-Seq s'usa per analitzar canvis en el transcriptoma. Concretament, l'RNA-Seq facilita l'observació de transcrits resultants de l'empalmament alternatiu, modificacions post-transcripcionals, fusions gèniques, mutacions/SNPs (Polimorfismes de Nucleòtids simples) i canvis d'expressió de gens. Donat que el procés implica l'obtenció d'RNA total, l'RNA-Seq pot ajudar a caracteritzar poblacions diferents d'RNA com miRNA, tRNA, i rRNA. Aquesta tecnologia, a més, també pot servir per determinar les fronteres exó/intró i verificar o esmenar regions 5' i 3'.